# Мечеть Абу Бакр
Мечеть Абу Бакр (азерб. Abu Bakr mescidi) — мечеть, побудована в 1997 в Баку, Азербайджан, названа на честь Абу Бакра ас-Сіддіка.

## Історія
Збудована благодійними ісламськими організаціями Азербайджану. Є найбільшою сунітською мечеттю Азербайджану. В азербайджанських ЗМІ парафіян мечеті звинувачують у радикалізмі та підтримці ваххабізму. Хоча Імам Мечеті Абу Бакр Гамет Сулейманов неодноразово заявляв, що вони не ваххабіти, а звинувачення у ваххабізмі він називав наклепом.
По п'ятницях мечеть Абу Бакр відвідують близько 6 000 людей. П'ятничні проповіді читає імам мечеті Гамет Сулейманов. При мечеті проводяться уроки арабської мови, тлумачення Корану, хадісознавства та ісламського богослов'я. Під час місяця Рамадан у мечеті здійснюється розговіння і проводяться нічні молитви- таравих.
У мечеті є окреме приміщення для жінок. Поруч із мечеттю знаходиться крамниця ісламської літератури, одягу та парфумерії.
17 серпня 2008 у вікно мечеті кинуто дві ручні гранати. В результаті загинули 2 особи та ще 18 отримали поранення різного ступеня тяжкості. Серед поранених був і імам мечеті Гамет Сулейманов. Поліція Азербайджану виявила, що вибух здійснили члени групи «Лісові брати», лідер якої Ільгара Моллачієва було вбито в Дагестані. У жовтні 2008 Наріманівський районний суд ухвалив рішення, що дозволяє віруючим відвідувати мечеть.
У 2021 почалися відновлювально-зміцнювальні роботи, також було оголошено, що після капітального ремонту мечеть функціонуватиме під назвою "Джума-мечеть".